# دهستان فجر (یزد)
دهستان فجر، یکی از دهستان‌های بخش مرکزی شهرستان یزد در استان یزد ایران است. مرکز این دهستان، روستای شحنه است.

## جمعیت
بر پایه سرشماری عمومی نفوس و مسکن در سال ۱۳۹۵، جمعیت دهستان فجر برابر با ۱٬۴۰۱ نفر بوده است.